# Папонов, Николай Васильевич
Николай Васильевич Папонов (8 [21] ноября 1902, Ярославль — 6 апреля 1939, Ялта) — советский селекционер винограда, заведующий отделом селекции Крымской зональной станции винодельческой промышленности в поселке Магарач (1936), автор сортов винограда Ранний Магарача, Бастардо Магарачский, Изумрудный, Рубиновый Магарача, Таврида, Мускатный Магарача, Крымский, Украинский ранний.

## Биография
Родился 8 ноября (Н. стиль) 1902 г. в г. Ярославль. Родители: Папонов Василий Павлович, Папонова (Поллинская) Александра Ивановна, выходцы из Воронежской области (г. Воронеж). Василий Павлович — дворянин, служил в администрации Ярославской губернии.
В 1917 г. его отец умирает и с 15 лет Николай начинает работать. Сначала становится переписчиком Губпродкома, а с 16 лет счетоводом, старшим счетоводом Ярославского авторемонтного завода, одновременно обучаясь в школе, а затем три года, будучи студентом Ярославского университета (1917—1923 гг.).
В связи с реорганизацией Ярославского университета в 1924 г., Николай Васильевич переводится на агрономический факультет Воронежского сельскохозяйственного института, который заканчивает в декабре 1925 г. В институте Николай Васильевич специализируется при кабинете селекции, возглавляемой профессором Н. А. Успенским, где ему поручается работа с масличным подсолнечником.
В 1924 г. в селекционном питомнике Николай Васильевич проводит оценку семей подсолнечника. Его собственные материалы, анализ предшествующих исследований легли в основу дипломной работы: «Выбор направления в селекции масличного подсолнечника». При оценке семей подсолнечника по 17 признакам использовались основные статистики, наряду с корреляционными зависимостями по ряду признаков рассчитывался коэффициент наследуемости. Материалы дипломной работы, с указанием авторства, были приведены профессором Н. А. Успенским в докладе и Трудах 1 Всесоюзного съезда по генетике, селекции и семеноводству (Ленинград, 1930 г., Т. 3).
Накануне окончания института Николай Васильевич начинает работать при кабинете селекции лаборантом (октябрь 1925 — апрель 1926 гг.), а затем стажером-селекционером на Рамонской селекционной станции (апрель 1926 — май 1927 гг.) по селекции сахарной свеклы.

### Работа селекционером винограда в Крыму
Годы одновременной учёбы и работы подорвали здоровье Николая Васильевича, он заболевает туберкулезом и по рекомендации врачей переезжает в Крым, где начинает работать с мая 1927 года в Никитском ботаническом саду. Ему поручают вести работу по селекции винограда. Целенаправленные работы по селекции этой культуры в Никитском ботаническом саду и в стране отсутствовали.
Николаю Васильевичу 24 с половиной года, но это уже сложившийся ученый-селекционер, имеющий за плечами солидную школу Воронежского сельскохозяйственного института и Рамонской станции.
Приступив к работе с новой для него культурой, Николай Васильевич за 12 месяцев (май 1927 — ноябрь 1928 гг.) до начала проведения скрещивания проводит обширную работу по изучении биологических и хозяйственных показателей растений обширной коллекции сортов винограда Никитского ботанического сада, знакомится с существующими в материалах Сада данными предыдущих исследований, с характеристиками и требованиями технологов виноделов к качеству продукции.
Собранные материалы, обобщение имеющейся литературы, легли в основу программы, проведенной в 1928 г. гибридизации выделенных им исходных сортов Никитского ботанического сада. Эта работа Н. В. Папонова, её научное и практическое значение стали основой для создания и развитие работ по селекции винограда в Крыму и других регионах страны. Результатом явилось создание 8 сортов винограда, Авторские свидетельства, на которые удостоверяют исходное авторство Н. В. Папонова. Наибольшее значение приобрели созданные им сорта Бастардо Магарачский и Ранний Магарача, включенные в Атлас лучших сортов страны, и сорт Рубиновый Магарача. Это нашло отражение при подведении итогов работы института Магарача в 1986 г. (Энциклопедия виноградарства Т.1)
Как подчеркивал, работавший в этот период в Магараче винодел Н. С. Охременко (1982 г.), «Папонов обладал редким даром подбирать родительские формы, отбирать сеянцы, наиболее соответствующие его требованиям и сорту».
В своей автобиографии (рукопись 1936 г.), статьях этого периода, Николай Васильевич писал: «Эта работа дала хорошие результаты в виде нескольких ценных сортов, находящихся в стадии репродукции на Крымской зональной станции виноградарства».
За короткий период работы в Никитском ботаническом саду (май 1927 — апрель 1931 гг.) Николай Васильевич проходит путь: ассистент, старший научный сотрудник, заведующий отделом селекции.
В 1931 г. в стране впервые создается Всесоюзный институт виноградарства и виноделия (Грузия, г. Телав). Заведующим отделом селекции назначается Н. В. Папонов, известный как высококвалифицированный специалист в этой отрасли. В Грузии им проводится ряд научных и организационных работ по селекции, ампелографическому обследованию виноградников, читаются лекции по генетике и селекции.
Ввиду реорганизации Всесоюзного института виноградарства в Грузии, с февраля 1934 г. Николай Васильевич переводится на работу заведующим отделом селекции на Центральную опытную станцию виноградарства в городе Анапа. Здесь им проводились работы по изучению морозоустойчивости, выведению новых сортов винограда и теории индивидуальной селекции.
В октябре 1936 г. Николая Васильевича назначают заведующим отделом селекции на Крымской зональной станции винодельческой промышленности в поселке Магарач. Крымская станция была организована на базе отдела винограда Никитского ботанического сада, в котором Н. В. Папоновым были проведены в 1928 г. скрещивания. В результате этой работы и последующего отбора перспективных номеров Н. В. Папонов к этому времени выделил ряд ценных сортов, размножение которых велось в питомниках станции.
В 1937 г. Николай Васильевич провел, согласно разработанной программе, скрещивания, а весной 1938 г. посев гибридных семян.
В связи с острым заболеванием в мае 1938 г. и последующей в апреле 1939 г. смертью создателя, и условий военного времени, гибридному материалу не уделялось внимания, значимых результатов получено не было.
За период своей работы, Николай Васильевич систематически читал лекции по генетике и селекции виноградарства в Никитском ботаническом саду, Всесоюзном институте в Телаве, в Дагестанском сельскохозяйственном институте (Махачкала), вел переписку с зарубежными специалистами, в том числе Der Deutsche Weinbau, Imperial Burea of plant Genetics, Cambridge England и др.
Николай Васильевич Папонов (8.11.1902 — 6.04.1939 гг.) прожил 36 с половиной лет, общий трудовой стаж 20 лет, в том числе научная деятельность 14 лет.

## Научные труды
- Материалы по селекции винограда на южном берегу Крыма. — Записки Никитского ботанического сада. Крым, Ялта: 1931, т. XVI, в. 1. — 52 с.
- К методике ампелографического изучения исходного материала для селекции винограда. — Труды центральной опытной станции по виноградарству и виноделию. Анапа, 1935, в. 18. — 48 с.
- Работы по селекции винограда в Государственном Никитском опытном ботаническом саду. — Вестник виноградарства, виноделия и виноторговли СССР. Одесса: 1931, № 2, С. 101—106.
- Как повысить урожайность на винограднике. — Вестник виноградарства, виноделия и виноторговли СССР. Одесса: 1931, № 3, С. 177—179.
- Селекция по борьбе за урожай. — Вестник виноградарства, виноделия и виноторговли СССР. Одесса: 1931, № 11, С. 649—654.
- Проведем массовый критический пересмотр наших виноградников. — Колхозный сад и огород. Ростов-Дон: 1931, № 7-8. — 2 с.
- Массовая селекция винограда как метод повышения урожайности. — Тифлис: Заккнига, 1932. — 23 с.
- Повышение урожайности и качества винограда индивидуальным отбором. — Сборник статей по виноградарству и технической переработке винограда. Одесса, 1933, № 1. — 6 с.
- Селекция винограда. Агромероприятия по борьбе за урожай. — Тифлис: Заккнига, 1933. — 8 с.
- Апробация и массовая селекция винограда. — Труды центральной опытной станции по виноградарству и виноделию. Анапа, 1935, в. 5. — 12 с.
- Новые сорта винограда. — Плодоовощное хозяйство. — М., 1935, № 8. — 2 с.
- О новых сортах винограда. — Колхозный сад и огород. Ростов-Дон: 1935, № 4. — 1,5 с.
- Как бороться с бесплодием виноградной лозы. — Колхозный сад и огород. Ростов-Дон: 1935, № 5-6. — 1 с.
- О морозостойкости сортов винограда. — Колхозный путь, 1935, № 12. — 1 с.
- Выведение новых сортов винограда. — Труды центральной опытной станции по виноградарству и виноделию. Анапа, 1936, в. 11. — 30 с.